# Chef-du-Pont
Chef-du-Pont ist eine Ortschaft und eine Commune déléguée in der französischen Gemeinde Sainte-Mère-Église mit 624 Einwohnern (Stand 1. Januar 2022) im Département Manche in der Region Normandie.
Mit Wirkung vom 1. Januar 2016 wurden die früheren Gemeinden Beuzeville-au-Plain, Chef-du-Pont, Écoquenéauville und Foucarville mit der Gemeinde Sainte-Mère-Église fusioniert und damit eine Commune nouvelle dieses Namens geschaffen. Die Gemeinde Chef-du-Pont gehörte zum Arrondissement Cherbourg und zum Kanton Sainte-Mère-Église.

## Geografie
Chef-du-Pont liegt 3 Kilometer südwestlich von Sainte-Mère-Église und etwa 12 Kilometer nordwestlich von Carentan auf der Halbinsel Cotentin im Regionalen Naturpark Marais du Cotentin et du Bessin. Der Merderet fließt durch das Gebiet.

## Sehenswürdigkeiten
Das Schloss Le Val stammt aus der zweiten Hälfte des 18. Jahrhunderts. Das Taubenhaus trägt die Jahreszahl 1755. François Marie de Bricqueville (ein Anführer der Chouannerie) wurde dort 1797 eingesperrt, bevor er in Coutances durch Erschießung hingerichtet wurde. Das Schloss selbst wurde im 19. Jahrhundert stark verändert. Es befindet sich heute im Privatbesitz.
Die Kirche Sainte-Colombe wurde im 12. Jahrhundert erbaut. Das Kirchenschiff wurde im 17. Jahrhundert umgebaut, wobei nur der allgemeine Aufbau und der Portalvorbau als romanische Elemente erhalten blieben. Der Chor wurde seit seiner Errichtung nicht verändert. Die südliche Tür trägt im Giebelfeld ein Basrelief, das den Kampf Samsons gegen den Löwen darstellt. 1954 wurde die Kirche in das Zusatzverzeichnis der Monuments historiques (historische Denkmale) aufgenommen.

## Wirtschaft
Das Landschaftsbild ist von Weiden geprägt, dementsprechend sind die Haupterwerbszweige die Zucht von Hausrindern und Hausschweinen und Milchwirtschaft. Es gibt einen Schlachthof vor Ort. Lokale Produkte sind Andouilles und Räucherschinken.